# Malupa
Malupa é um gênero de traça pertencente à família Arctiidae.